# Grube Loisel
Die Grube Loisel ist eine ehemalige Buntmetallerz-Grube des Bensberger Erzreviers in Bergisch Gladbach. Das Gelände gehört zum Stadtteil Bärbroich. Der Hauptbetriebspunkt lag nordöstlich von Wildphal in einem Siefen.

## Geschichte
Die erste Mutung vom 28. Dezember 1854 stammte von Gustav Roetzel auf Blende und. Blei. Bereits vor dem Jahr 1860 war die Verleihung zuerkannt, aber wegen Feldesstreitigkeiten nicht erteilt worden. Die Verleihungsurkunde an den Bergwerksdirektor Henry Dubois trägt das Datum 3. November 1866.

## Betrieb und Anlagen
Über den Betrieb der Grube ist nichts bekannt.  Der Erzgang gilt als „ungebaut“. Im Gelände sind zwar Spuren von Bergbau zu finden, ein nennenswerter Bergbau hat aber nicht stattgefunden.